# Cantó de Saug
El cantó de Saug és un cantó francès del departament de l'Alt Loira, situat al districte de Briude. Té 14 municipis i el cap és Saug.

## Municipis
- Alleyras
- Chanaleilles
- Croisances
- Cubelles
- Esplantas
- Grèzes
- Monistrol-d'Allier
- Saint-Christophe-d'Allier
- Saint-Préjet-d'Allier
- Saint-Vénérand
- Saug
- Thoras
- Vazeilles-près-Saugues
- Venteuges

## Història
| Data d'elecció                           | Identitat           | Partit                    | Qualitat |
| ---------------------------------------- | ------------------- | ------------------------- | -------- |
| 1961-1976                                | Jean-Claude Simon   | CD, després RI            |          |
| 1976-2004                                | Georges Vieilledent | UDF                       |          |
| 2004-                                    | Serge Mouchet       | Divers droite, després NC |          |
| les dades anteriors no són pas conegudes |                     |                           |          |
|                                          |                     |                           |          |